# Église Notre-Dame d'Yvrandes
Pour les articles homonymes, voir Église Notre-Dame.
L'église Notre-Dame est une église prieurale du XIVe siècle située à Tinchebray-Bocage (Yvrandes), en France.

## Localisation
L'église est située dans le département français de l'Orne, à Tinchebray-Bocage dans le petit bourg d'Yvrandes.

## Historique
L'église, datant du XIVe siècle, est inscrite au titre des monuments historiques depuis le 2 décembre 1926. Elle fait partie des bâtiments du prieuré d'Yvrandes affilié au prieuré du Plessis-Grimoult.
La charte de fondation par le roi d'Angleterre Henri II en 1170 donne aux chanoines augustins du Plessis-Grimoult pour établir sept chanoines à Yvrandes :
- l'église Notre-Dame avec ses dîmes, dépendances et le fief presbytéral délimité par une enceinte de haies doubles avec fossés extérieurs et intérieurs.
- le patronage des églises de Ger, Buais, La Cambe, et Saint-Clément-des-Veys.
- le droit de chauffage et de passage dans les forêts de Lande Pourrie, du Passais, de Tinchebray, d'Andenne…
- le vivier de la Pommeraie, une rente perpétuelle de 100 livres et le droit de construire un moulin (moulin d'Yvrandes à Saint-Cornier-des-Landes).

Les successeurs d'Henri II augmentent la charte avec le patronage des églises de Saint-Martin-du-Fougeray, de Saint-Christophe-de-Chaulieu, Saint-Pierre de Beauchêne, Saint-Michel de Montsecret, de Canville, de Fresnes, de Burcy et de Saint-Cornier-des-Landes.
Le prieuré subsiste jusqu'à la Révolution française, puis est vendu comme bien national à la famille Chancerel qui, le culte repris, rétrocède l'église et le cimetière à la commune.

## Architecture
Sur le point le plus élevé d'Yvrandes, au milieu de la Cour d'Yvrandes, au nord du manoir du prieur et des bâtiments de services organisés autour d'une cour, l'église du XIVe siècle a la forme d'une chapelle sans transept ni bas-côtés, l'abside est ajourée par de larges baies en ogives avec des meneaux trilobés et des tympans ornés d'étoiles et de trèfles.
Le fief  de 70 à 75 ha est protégé par une haie double qui était encore visible en 1840 et qui correspondait à la description de la charte de 1170.
C'était une masse de terre de 2,50 m de haut sur 8 m de largeur protégée à la base par deux fossés de 2,50 m de largeur, l'un intérieur, l'autre extérieur et couronnée à son sommet par deux rangées de hêtres très drus formant un double rempart impénétrable avec une voie au milieu pour l'exploitation du bois.